# Lifjorden (Hyllestad)
Lifjorden er en fjordarm på nordsiden af  Sognefjorden i Hyllestad kommune i  Vestland fylke i Norge. Fjorden strækker sig 6 kilometer mod sydøst. Indløbet til fjorden ligger mod vest med Risnesøyna som deler det i Risnesstraumen på nordsiden  og Listraumen på sydsiden. Fjorden er delvis omkranset af det majestætiske bjerg Lihesten eller Lifjellet.